# 本傑明·蒂爾曼
本傑明·賴恩·蒂爾曼（Benjamin Ryan Tillman，1847年8月11日—1918年7月3日）是美國民主黨出身的政治家，1890年至1894年擔任南卡羅來納州州長，由1895年至1918年出任美國參議院南卡羅萊納州議員直至去世。作為一名反對美國黑人民權的白人至上主義者，蒂爾曼在南卡羅來納州 1876年的州長選舉期間領導了一個准軍事團體紅衫軍。在美國參議院，他為私刑辯護，並經常在演講中嘲笑美國黑人，吹噓在那次競選期間説明殺死了他們。
在1880年代，富有的地主蒂爾曼對民主黨的領導感到不滿，並領導了一場呼籲改革的白人農民運動。他最初沒有成功，儘管他在克萊姆森大學作為農業贈地學院。1890年，蒂爾曼控制了州民主黨，並當選為州長。在他執政的四年中，18名美國黑人在南卡羅來納州被私刑處死;在1890年代，該州的私刑數量是有史以來最高的。蒂爾曼作為州長試圖阻止私刑，但也發言支援私刑暴徒，聲稱他自己願意領導私刑。1894年，在他第二個兩年任期結束時，他通過州議會的投票當選為美國參議院議員。
蒂爾曼被稱為“乾草叉本”，因為他的咄咄逼人的語言，就像他威脅要用乾草叉刺激那袋“牛肉”時，格羅弗·克利夫蘭總統。蒂爾曼被認為是1896年民主黨總統候選人提名的可能候選人，但在大會上發表了災難性的演講後失去了任何機會。他以其惡毒的演說而聞名——尤其是針對美國黑人——但也因為他作為立法者的有效性而聞名。第一部禁止公司捐款的聯邦競選財務法通常被稱為蒂爾曼法案。蒂爾曼多次連任，餘生都在參議院任職。他的遺產之一是南卡羅來納州1895年的憲法，該憲法剝奪了大多數黑人和許多貧窮白人(白鬼)的權利，並確保了白人民主黨在20世紀六十多年中的統治。